# Kawaleria powietrzna

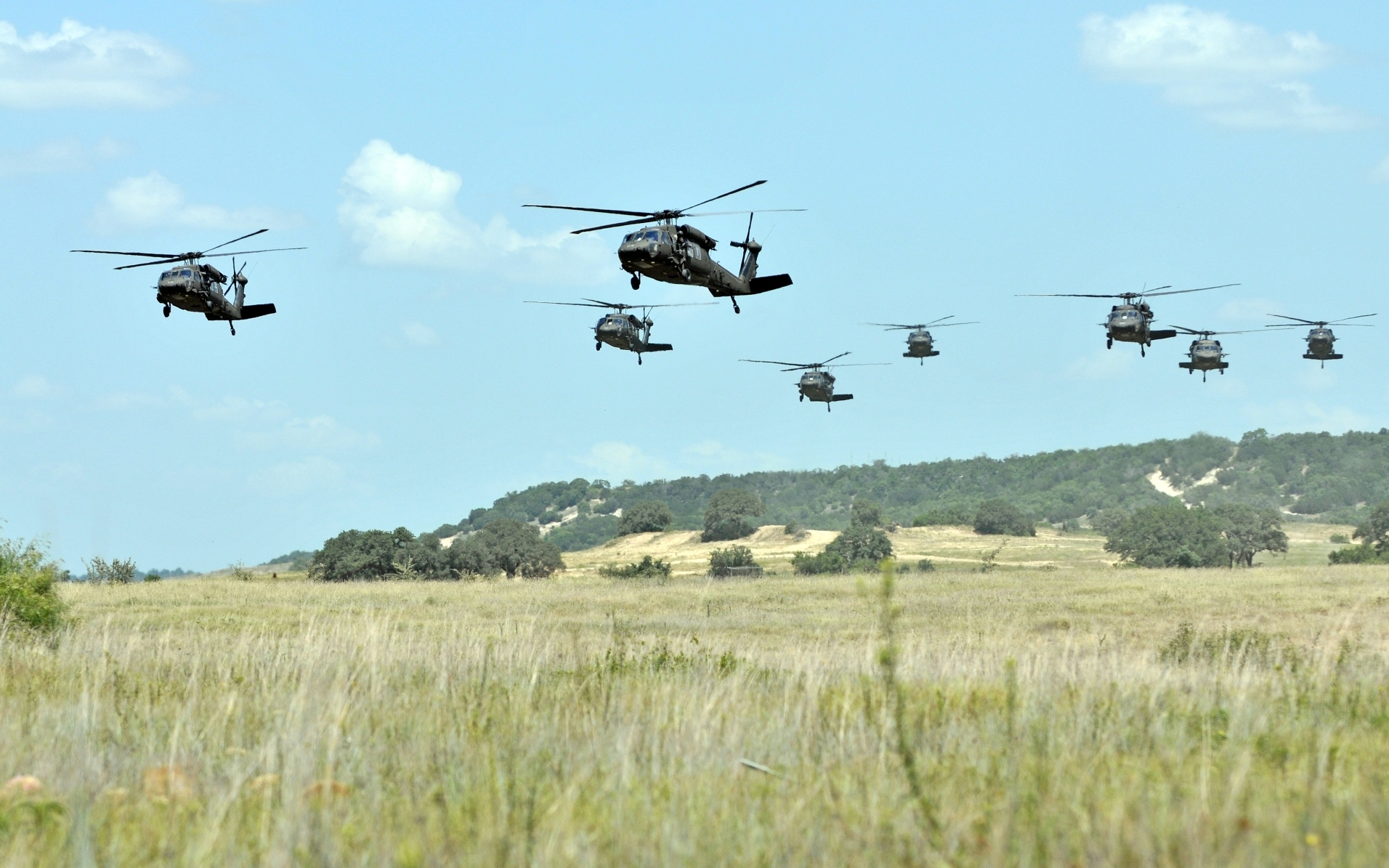
Pododdział kawalerii powietrznej w trakcie transportu (1 Dywizja Kawalerii (USA))

Kawaleria powietrzna – rodzaj wojsk aeromobilnych, których żołnierze transportowani są w rejon operacji głównie za pomocą śmigłowców.
W wojsku po raz pierwszy szerzej użyto śmigłowców podczas wojny koreańskiej do akcji ratowniczych i ewakuacji rannych. Koncepcja użycia śmigłowców do szybkiego transportu żołnierzy na pole walki pojawiła się w amerykańskich siłach zbrojnych w latach 50 XX wieku. Jednym z pierwszych śmigłowców użytych do takiego zadania był H-21.
Jedyną polską jednostką tego typu jest 25 Brygada Kawalerii Powietrznej.